# Welidnyky
Welidnyky (ukr. Велідники) – stacja kolejowa w miejscowości Nowi Welidnyky, w rejonie korosteńskim, w obwodzie żytomierskim, na Ukrainie. Położona jest na linii Białokurowicze – Owrucz.